# Luis Miguel (album)
Pour le chanteur, voir Luis Miguel.
 (février 2018).
Albums de Luis Miguel
No culpes a la noche
(2009) ¡México por siempre!
(2017)
Luis Miguel est le vingt-deuxième album de Luis Miguel sorti en 2010.

## Le disque
La production est de Luis Miguel 

## Liste des titres
| No  | Titre              | Auteur | Durée |
| --- | ------------------ | --- | ----- |
| 1.  | Labios de miel     | Alejandro Carballo, Larrañaga Flores, Héctor E. Gutiérrez, Luis Miguel, Andrés Peláez Miranda, Ángel Roberto | 3:55  |
| 2.  | Mujer de fuego     | Alejandro Carballo, Angel Roberto Larrañaga Flores, Héctor E. Gutiérrez, Luis Miguel                         | 3:31  |
| 3.  | Tres palabras      | Osvaldo Farrés                                                                                               | 2:55  |
| 4.  | Ella es así        | Alejandro Carballo, Edgar Cortázar, Salo Loyo, Francisco Loyo, Luis Miguel                                   | 2:46  |
| 5.  | No existen límites | Alejandro Lerner, Armando Manzanero, Roberto Sorokin                                                         | 3:25  |
| 6.  | Siento             | Edgar Cortázar, Francisco Loyo, Luis Miguel                                                                  | 3:20  |
| 7.  | Lo que queda de mí | Armando Manzanero                                                                                            | 2:44  |
| 8.  | Es por ti          | Alejandro Carballo, Angel Roberto Larrañaga Flores, Héctor E. Gutiérrez, Luis Miguel                         | 3:44  |
| 9.  | De quién es usted  | Armando Manzanero                                                                                            | 2:41  |
| 10. | Tal vez me mientes | Larrañaga Flores, Francisco Loyo, Luis Miguel, Ángel Roberto                                                 | 2:38  |